# Edelsbach bei Feldbach
Edelsbach bei Feldbach è un comune austriaco di 1 334 abitanti nel distretto di Südoststeiermark, in Stiria.